# 제2연계선
제2연계선 또는 진도-제주 HVDC는 진도군과 제주시를 잇는 초고압직류송전(HVDC)선이다.

## 같이 보기
- 제1연계선
- 제3연계선